# Bedburg
Bedburg est une ville allemande située en Rhénanie-du-Nord-Westphalie, dans l'arrondissement de Rhin-Erft, au nord-ouest de Cologne.

## Subdivisions
Bedburg est composée de quatorze quartiers.
| Quartiers          | Habitants |
| ------------------ | --------- |
| Bedburg            | 4.666     |
| Blerichen          | 2.384     |
| Broich             | 1.052     |
| Grottenherten      | 385       |
| Kaster             | 6.124     |
| Kirchherten        | 1.960     |
| Kirchtroisdorf     | 1.040     |
| Kirdorf            | 1.101     |
| Kleintroisdorf     | 153       |
| Königshoven        | 1.908     |
| Lipp               | 2.309     |
| Oppendorf          | 89        |
| Pütz               | 301       |
| Rath               | 930       |
| Totaux de l'entité | 24.402    |

## Personnalités liées à la ville
- Sibylle de Brandebourg (1467-1524), duchesse de Juliers et de Berg morte à Kaster
- Peter Stumbb (1525-1589), tueur en série
- Xaver Steifensand (1809-1876), peintre né à Kaster.
- Balthasar Rath (1846-1899), homme politique né à Harff.
- Matthias Koenen (1849-1924), ingénieur civil né à Bedburg.
- Alfred de Salm-Reifferscheidt (1863-1964), homme politique mort à Morken-Harff.
- Ernst Lück (1933-2016), homme politique mort à Bedburg.
- Georg Kippels (1959-), homme politique né à Bedburg.
- Katharina Molitor (1983-), athlète née à Bedburg.